# Степанов Олег Володимирович
Олег Владимирович Степанов (нар. 8 березня 1972) — російський дипломат, посол РФ у Канаді (з 2021 р.)

## Біографія
Закінчив факультет Міжнародної інформації (журналістики) Московського державного інституту міжнародних відносин МЗС Росії (МДІМВ) за спеціальністю «Зв'язки з громадськістю» (1994).
Володіє корейською та англійською мовами.
На дипломатичній роботі з 1994 року.
У 1997—2001 роках — віце-консул Генерального консульства Росії в Сан-Франциско США.
У 2003—2007 роках — радник, керівник зовнішньополітичної та двосторонньої групи Посольства Росії в Грузії.
у 2007—2010 роках — старший радник, керівник зовнішньополітичної групи в Посольстві Росії у США.
У 2010—2016 роках — радник-посланник Посольства Росії в США з політичних та військово-політичних питань, заступник голови місії.
У 2016—2021 роках — директор Департаменту зовнішньополітичного планування МЗС Росії.
З 9 березня 2021 — надзвичайний і повноважний посол Російської Федерації в Канаді .
Член Ради із зовнішньої та оборонної політики (СВОП) та Російської ради з міжнародних справ.
Напередодні збройної агресії Росії в Україні публічно заперечував агресивні наміри Росії, а в інтерв'ю канадському ТВ у квітні 2022 р. заперечував практично всі звинувачення, навіть після того, як ведучий продемонстрував йому фрагменти його ж власного попереднього інтерв'ю.